# Fritzing
Fritzing es un programa libre de automatización de diseño electrónico que busca ayudar a diseñadores y artistas para que puedan pasar de prototipos (usando, por ejemplo, placas de pruebas) a productos finales. 

## Objetivos
Fritzing fue creado bajo los principios de Processing y Arduino, y permite a los diseñadores, artistas, investigadores y aficionados documentar sus prototipos basados en Arduino y crear esquemas de circuitos impresos para su posterior fabricación. Además, cuenta con un sitio web complementario que ayuda a compartir y discutir bosquejos y experiencias y a reducir los costos de fabricación. 
Fritzing puede ser visto como un programa de automatización de diseño electrónico (EDA) para no ingenieros. Desde 2014, Fritzing también tiene una vista de código fuente para escribir y programar dispositivos Arduino directamente. 

Vista de placa de pruebas de Fritzing.

## Simulador
Desde la versión 0.9.10, Fritzing dispone de un simulador básico de circuitos que se encuentra en fase experimental. La versión 0.9.10 solo proporciona análisis de circuitos en corriente continua. El principal objetivo del simulador es enseñar electrónica a principiantes y permite simular tanto en la vista de placa de prototipado como en la vista de diagramas eléctricos. Además, comprueba que los componentes están funcionando dentro de su rango de operación (en caso contrario, un símbolo de humo aparece sobre los componentes). El simulador dispone de multímetros para medir voltajes, corrientes y resistencias e intenta replicar lo que un estudiante vería en un sesión de laboratorio. 